# Special Exempt
Special Exempt (dt. Sonderausnahme oder spezielle Freistellung) bezeichnet eine Regel zur Zulassung zu Turnieren im professionellen Tennis.
Ein Spieler kann für einen Special Exempt für ein Turnier ausgewählt werden, für das er aufgrund seiner Weltranglistenposition nicht direkt für das Hauptfeld zugelassen wurde, sondern nur für die Qualifikation. Durch das Special Exempt erhält der Spieler dann direkt einen Platz im Hauptfeld des Turniers, ohne zuvor in der Qualifikation antreten zu müssen.
Voraussetzung für die Erteilung eines Special Exempt für ein Turnier ist, dass der Spieler sich zum Zeitpunkt des Starts der Qualifikationsspiele dieses Turniers noch im Hauptfeld eines sogenannten anderen qualifizierten Turniers befindet, das in der Vorwoche begonnen hat. Dies ist meist ab Erreichen der Halbfinalrunde des in der Vorwoche gestarteten Turniers der Fall. Es gibt unterschiedliche Anforderungen an das qualifizierte Turnier, die abhängig von der Turnierkategorie sowie dem ausrichtenden Verband sind.
Für Turniere im Rahmen der ATP Tour der professionellen Herren-Tennisspieler ist gefordert, dass das qualifizierte Turnier mindestens dieselbe Turnierkategorie hat, für das auch das Special Exempt beantragt wird, oder maximal eine  Turnierkategorie niedriger liegt. Als Einziges ist es damit nicht möglich, sich durch ein Turnier der Kategorie ATP Tour 250 für ein Turnier der ATP Tour Masters 1000 per Special Exempt zu qualifizieren, dafür ist mindestens ein Turnier der Kategorie ATP Tour 500 nötig.
Bei professionellen Damen-Tennisturnieren unter Aufsicht der Women’s Tennis Association ist gefordert, dass das qualifizierte Turnier mindestens derselben Turnierkategorie angehört wie das Turnier, für das der Special Exempt beantragt wird.